# George W. Bush Presidential Center

Logo

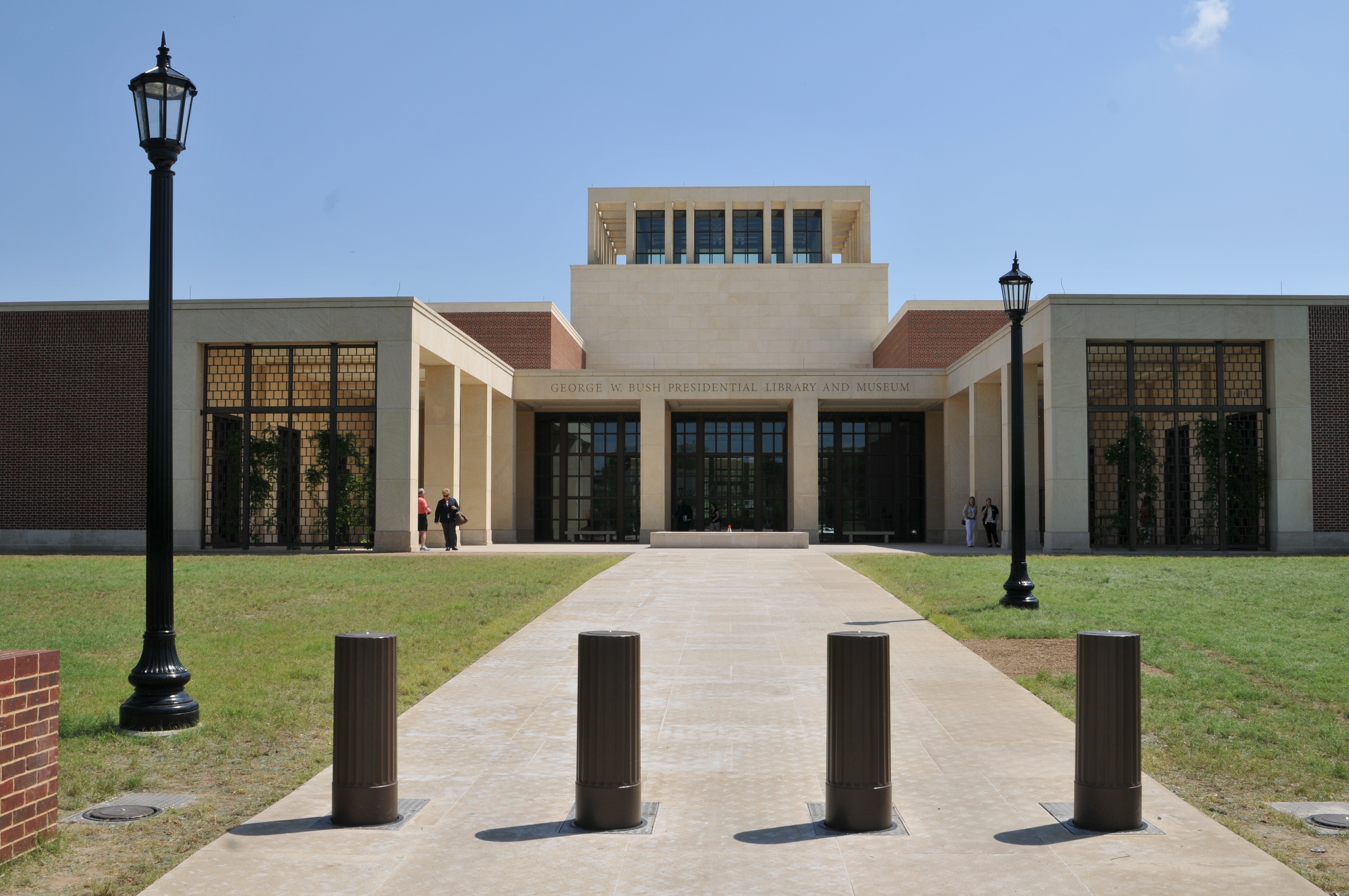
George W. Bush Presidential Center

Das George W. Bush Presidential Center ist Teil der George W. Bush Foundation (Stiftung) und beinhaltet unter anderem die Präsidentenbibliothek von George W. Bush, dem 43. Präsidenten der Vereinigten Staaten von Amerika.
Das Bauwerk (Konstruktion: HOK) befindet sich auf dem Campus der Southern Methodist University in Dallas (Texas) und nimmt dort etwa 10 ha ein. Der Komplex umfasst neben der Bibliothek und dem Museum auch das George W. Bush Policy Institute und den Sitz der Stiftung.
Das Archiv wird, wie üblich, von der National Archives and Records Administration (NARA) betreut und durch private Spenden finanziert. Es beinhaltet Gegenstände des Ehepaares Bush aus der Amtszeit George W. Bushs als Präsident.
Besondere, für die Öffentlichkeit bestimmte Artefakte sind im dazugehörigen Museum ausgestellt. Ziel des Museums ist es, die Entscheidungen und Wege des Präsidenten – auch im historischen Kontext – verstehen und nachvollziehen zu lernen. Dazu werden Einblicke in das Leben der First Family und das Leben im Weißen Haus allgemein gewährt. Außerdem gibt es eine Replik des Oval Office aus der Amtszeit George W. Bushs.
Das George W. Bush Institute ist ein universitäres Institut, das sich der Erforschung von politischen Grundsätzen und deren Diskussion widmet. Darüber hinaus werden Stipendien vergeben.